# Hopfgarten in Defereggen
Hopfgarten in Defereggen ist eine Gemeinde mit 661 Einwohnern (Stand 1. Jänner 2025) im Bezirk Lienz in Tirol, Österreich. Die Gemeinde liegt im Gerichtsbezirk Lienz.

## Geografische Lage
Hopfgarten liegt am Eingang des Defereggentals, das vom Iseltal abzweigt und von der Schwarzach durchflossen wird. Das Gemeindegebiet umfasst im Norden die steilen Abhänge der Lasörlinggruppe und im Süden die sanfteren Abhänge der Villgratner Berge. Mit einer Fläche von 73,17 km² ist Hopfgarten die neuntgrößte Gemeinde der insgesamt 33 Gemeinden im Bezirk Lienz. Der Hauptort und der Ortsteil Dölach liegen im Tal, daneben erstreckt sich die Besiedelung über mehrere Weiler und Höfe oberhalb des Tals auf der Sonnenseite. Der tiefste Punkt der Gemeinde findet sich mit rund 870 m ü. A. im Bereich der Schwarzachklamm, der höchste Gipfel ist der Regenstein mit 2891 m ü. A. Nachbargemeinden sind Virgen und Matrei in Osttirol im Norden, Sankt Johann im Walde und Schlaiten im Osten, Anras, Assling und Außervillgraten im Süden sowie Sankt Veit in Defereggen im Westen.

### Gemeindegliederung
Die Gemeinde Hopfgarten in Defereggen besteht aus einer Katastralgemeinde, die den Namen „Hopfgarten“ trägt. Betritt man das Gemeindegebiet im Osten an der Schwarzachklamm, so erreicht man an der Defereggentalstraße zunächst den Ort Dölach. Dölach gliedert sich in die südlich der Schwarzach liegende Streusiedlung Dölach-Schattseite 980 m ü. A. und die nördlich gelegene Streusiedlung Dölach-Sonnseite 980 m ü. A. und umfasste 2001 37 Gebäude mit 152 Einwohnern. Zudem zählen die Außerbachalm, die Grünalm, die Gumplalm, die Innerbachalm, die Naßfeldalm und die Weißenfeldalm zu Dölach. Dölach-Schattseite war dabei die einzige nennenswerte Siedlung, die sich südlich der Schwarzach befand. Nördlich von Döllach befindet sich am Abhang des Blößegg bzw. des Roten Kögeles zudem die Streusiedlung Ratzell mit dem noch höher liegenden Einzelhof Glanz und der Glanzalm. Ratzell beherbergte 2001 9 Gebäude und 25 Einwohner. Hauptort der Gemeinde ist das von Dölach westlich gelegene Dorf Hopfgarten in Defereggen 1107 m ü. A., das 2001 aus 92 Gebäuden mit 314 Einwohnern bestand. Zu Hopfgarten wurde auch die Bloshütte sowie die Gagenalm, die Glaurithütte, die Kloitzalm, die Moosalm, die Ranigesalm, die Zirbenalm und die Zwenewaldalm gezählt. Das Dorf Hopfgarten gliedert sich wiederum in den um die Pfarrkirche liegenden Ortsteil „Dorf“ sowie den östlich davon gelegenen Ortsteil Außerhopfgarten sowie den westlich vom Dorf gelegenen Ortsteil Innerhopfgarten. Alle weiteren Siedlungen der Gemeinde befinden sich oberhalb des Tals auf der Sonnenseite nördlich der Schwarzach. Folgt man der vom Dorf nach Norden bzw. danach nach Westen abzweigenden Gemeindestraße, so erreicht man zunächst die Rotte Rajach (1368 m ü. A.), zu der 2001 13 Gebäude und 53 Einwohner gehörten. Danach folgen in Richtung Westen der Weiler Hof (1459 m ü. A.) mit 21 Gebäuden bzw. 94 Einwohnern sowie die Rotte Lerch (1499 m ü. A.) mit 11 Gebäuden bzw. 58 Einwohnern. Folgt man hingegen der Defereggentalstraße im Tal der Schwarzach weiter nach Westen, so erreicht man die südlich von Lerch gelegene Streusiedlung Plon (1140 m ü. A.). Der Ort umfasste 2001 39 Gebäude und 143 Einwohner sowie das südlich der Schwarzach gelegene Schmittenkirchl und die Bichleralm, die Eggalm, die Kleinitzalm und die Laschkitzenalm.

### Nachbargemeinden
| Virgen                 | Matrei                                      |                     |
| St. Veit in Defereggen | Kompassrose, die auf Nachbargemeinden zeigt | St. Johann im Walde |
| Außervillgraten        | Anras Assling                               | Schlaiten           |

### Berge
Hopfgarten umfasst im Norden Teile der Lasörlinggruppe, wobei alle nennenswerten Gipfel der Gemeinde an der Grenze zur Gemeinde Matrei liegen. Ausgehend vom Nachbarort Huben steigt die Bergkette dabei nach Westen an und umfasst das Blößegg (1714 m ü. A.), das Rote Kögele (2570 m ü. A.), die Mele (2658 m ü. A.), den Deferegger Riegel (2729 m ü. A.), den Stanzling (2715 m ü. A.) und den Kreuzberg (2743 m ü. A.). Im Süden des Gemeindegebietes hat Hopfgarten zudem Anteil an den Villgratner Bergen. Hier finden sich an der Gemeindegrenze zu St. Johann im Walde der Rudnig (2429 m ü. A.), der Mauskopf (2477 m ü. A.), der Hohe Stierbichl (2620 m ü. A.) und das Schneidegg (2755 m ü. A.). Am Schneidegg stößt auch das Gemeindegebiet von Schlaiten an die Gemeinde Hopfgarten, wobei sich an der Grenze zu Schlaiten auch die Greinspitze (2747 m ü. A.) und der Bockstein (2805 m ü. A.) befinden. Folgt man der Bergkette weiter nach Westen, so liegt neben dem Bockstein auch das Hochegg (2720 m ü. A.) an der Grenze zwischen Hopfgarten und Assling. Noch etwas weiter westlich stoßen beim Kreuz (2783 m ü. A.) die Gemeindegrenzen von Hopfgarten, Anras und Außervillgraten aneinander. An der westlich folgenden Grenze zwischen Hopfgarten und Außervillgraten liegen zudem der Regenstein (2891 m ü. A.), die Kugelspitze (2796 m ü. A.), das Villgrater Joch (2583 m ü. A.), das Spitz beim Kreuz (2655 m ü. A.), die Marcheggspitze (2684 m ü. A.), die Hochalmspitze (2797 m ü. A.) und die Hochwand (2730 m ü. A.).

## Geschichte
Ab dem 7. Jahrhundert lässt sich eine Besiedlung im Defreggental nachweisen. Auf Grund der Ortsnamen Dölach, Ratzel und Rajach dürften ursprünglich vor allem Slawen hier gewohnt haben. Nachkommende Bajuwaren vermischten sich mit den früheren Einwanderern. Ein wichtiger Grund für die Besiedlung waren Erzvorkommen, die am Rudnig (slawisch „Erzberg“) abgebaut wurden. Im Jahr 1442 waren 70 Knappen beschäftigt. Die Bauern arbeiteten auf Schwaighöfen, die wegen der Aufteilung unter den Kindern immer kleiner wurden.
Hopfgarten gehörte wie seine Nachbargemeinden ab dem Hochmittelalter bis zum Reichsdeputationshauptschluss 1803 zum Erzstift Salzburg. Neben den Edlen von Kienburg hatte auch das Kloster Neustift bei Brixen großen Grundbesitz. Die Verwaltung wurde durch das salzburgische Gericht in Matrei wahrgenommen, an welches auch die landesherrlichen Abgaben zu leisten waren.
Die Vertreibung der Deferegger Protestanten 1684/85 führte zur Vertreibung von 98 Einwohnern aus Hopfgarten. Zu Beginn des 19. Jahrhunderts verarmte die verbliebene Bevölkerung, da auch der Bergbau unrentabel geworden war. Von 1852 bis 1914 verließen 46 Bauern die Gemeinde.
Eine Dreifaltigkeitskapelle kann für das Jahr 1699 nachgewiesen werden. Die heutige Kirche hl. Nepomuk wurde 1756 errichtet, zur Pfarrkirche erhoben wurde sie 1891.

## Bevölkerung

### Bevölkerungsstruktur
2012 lebten in der Gemeinde Hopfgarten 765 Menschen. Gemessen an der Einwohnerzahl war Hopfgarten zu diesem Zeitpunkt die elftkleinste Gemeinde im Bezirk Lienz. Nach der Volkszählung 2001 waren 99,3 % der Bevölkerung österreichische Staatsbürger (Tirol: 90,6 %), bis zum Jahresbeginn 2012 sank der Wert nur unbedeutend auf 97,9 %. Von der Bevölkerung waren 2012  3,4 % im Ausland geboren, wobei diese Personen fast ausschließlich aus den EU-Mitgliedstaaten stammten. Zur römisch-katholischen Kirche bekannten sich 2001 97,6 % der Einwohner (Tirol: 83,4 %), nur 0,2 % hatten kein religiöses Bekenntnis, 0,5 % waren evangelisch.
Der Altersdurchschnitt der Gemeindebevölkerung wich 2001 in allen Altersgruppen stärker vom Landesdurchschnitt ab. 21,2 % der Einwohner von Hopfgarten waren jünger als 15 Jahre (Tirol: 18,4 %), 55,7 % zwischen 15 und 59 Jahre alt (Tirol: 63,0 %). Der Anteil der Einwohner über 59 Jahre lag mit 23,1 % über dem Landesdurchschnitt von 18,6 %. Der Altersdurchschnitt der Bevölkerung von Hopfgarten stieg in der Folge deutlich. Der Anteil der unter 15-Jährigen sank per 1. Jänner 2012 auf 13,6 %, während der Anteil der Menschen zwischen 15 und 59 Jahren auf 62,6 % nach oben ging. Der Anteil der über 59-Jährigen stieg zudem auf 23,8 %. Nach dem Familienstand waren 2001 52,7 % der Einwohner von Hopfgarten ledig, 41,7 % verheiratet, 4,8 % verwitwet und 0,8 % geschieden.

### Bevölkerungsentwicklung
Die Einwohnerzahl von Hopfgarten entwickelte sich seit dem späten 19. Jahrhundert wesentlich schwächer als das Bevölkerungswachstum von Tirol bzw. des Bezirks Lienz. So sank die Einwohnerzahl zwischen 1869 und 1923 um 22 % und markierte 1923 mit 653 Personen einen Tiefstand. Danach begann die Bevölkerung von Hopfgarten wieder zu steigen. Seit 1981 sinkt die Einwohnerzahl kontinuierlich. Zwar war die Geburtenbilanz in den 3 Jahrzehnten von 1981 bis 2011 stets positiv, die stark negative Wanderungsbilanz in dieser Zeit führte jedoch zum starken Bevölkerungsrückgang.

## Kultur und Sehenswürdigkeiten
- Pfarrkirche Hopfgarten in Defereggen

## Wirtschaft und Infrastruktur

### Arbeitsstätten und Beschäftigte
Von den 88 landwirtschaftlichen Betrieben des Jahres 2010 wurden rund zwanzig im Haupterwerb und vierzig im Nebenerwerb geführt. Die 24 von juristischen Personen geführten Betriebe bewirtschafteten drei Viertel der Flächen. Der wichtigste Wirtschaftszweig des Produktionssektors war 2011 die Sachgütererzeugung mit sechs Betrieben und 27 Beschäftigten. Im Dienstleistungssektor waren Beherbergung und Gastronomie sowie die sozialen und öffentlichen Diensten die größten Arbeitgeber, gefolgt vom Handel.
| Wirtschaftssektor            | Anzahl Betriebe | Anzahl Betriebe | Erwerbstätige | Erwerbstätige |
| Wirtschaftssektor            | 2011            | 2001            | 2011          | 2001          |
| ---------------------------- | --------------- | --------------- | ------------- | ------------- |
| Land- und Forstwirtschaft 1) | 88              | 91              | 43            | 30            |
| Produktion                   | 10              | 12              | 58            | 37            |
| Dienstleistung               | 28              | 20              | 96            | 54            |

1) Betriebe mit Fläche in den Jahren 2010 und 1999
| Von den 334 erwerbstätigen Einwohnern aus Hopfgarten gingen 2011 lediglich 124 Personen in der Gemeinde ihrer Beschäftigung nach. Über 200 mussten zur Arbeit auspendeln. Von den Auspendlern hatten rund zwei Drittel ihre Arbeitsstätte im Bezirk. Zwanzig Prozent hatten im übrigen Bezirksgebiet eine Arbeitsstelle gefunden, fünfzehn Prozent pendelten in ein anderes Bundesland aus. Etwa siebzig Personen aus der Umgebung pendelten zur Arbeit nach Hopfgarten. | Die zur Anzeige dieser Grafik verwendete Erweiterung wurde dauerhaft deaktiviert. Wir arbeiten aktuell daran, diese und weitere betroffene Grafiken auf ein neues Format umzustellen. (Mehr dazu) |

Der Tourismus liegt im Vergleich leicht über dem Durchschnitt des Bezirks Lienz, weist jedoch eine weit geringere Intensität als in der Nachbargemeinde Matrei in Osttirol oder dem übrigen Defereggental auf. Die Gemeinde konnte im Tourismusjahr 2011/12 rund 37.000 Übernachtungen  zählen. Sowohl für die Wintersaison als auch für die Sommersaison verzeichnete Hopfgarten seit der Jahrtausendwende starke Nächtigungssteigerungen. So stiegen die Übernachtungen in der Sommersaison zwischen 2000 und 2012 von 14.202 auf 20.849 Übernachtungen, in der Wintersaison zwischen 1999/2000 und 2011/12 von 7.669 auf 16.512 Übernachtungen, insgesamt innerhalb dieser Zeitspanne um 51 %. Von den 20.849 Übernachtungen im Sommer 2012 entfielen 47 % auf Österreicher, deutlich mehr als im Bezirksschnitt. Des Weiteren kamen Deutsche auf 37 % der Übernachtungen und Italiener auf 6 % der Übernachtungen. Den Gästen stehen in der Gemeinde ein Vier-Sterne- sowie ein Drei-Sterne-Hotel sowie verschiedene Gasthöfe, Pensionen, Ferienwohnungen und Privatzimmervermieter zur Verfügung. Die Gemeinde gehört wie alle übrigen Osttiroler Gemeinden zum Tourismusverband Osttirol, wobei Hopfgarten in der „Urlaubsregion Defereggental“ organisiert ist. Das zuständige Tourismusbüro befindet sich in St. Jakob.

### Verkehr
Hopfgarten wird durch die Defereggentalstraße (L25) erschlossen, die das gesamte Defereggental durchquert und von Huben bis zum Staller Sattel führt. Durch diese Landesstraße ist Hopfgarten mit den Nachbargemeinden Matrei und St. Veit verbunden, in Huben mündet die Defereggentalstraße an die für den regionalen und überregionalen Verkehr wichtige Felbertauern Straße. Vom Ortszentrum des Dorfes Hopfgarten führt zudem die 2,2 km lange Rajachstraße (L74) zum Ortsteil Rajach, wobei die Straße durch eine Gemeindestraße bis zum Ortsteil Lerch verlängert ist. An das öffentliche Verkehrsnetz ist Hopfgarten mittels Linienbussen der ÖBB-Postbus GmbH angeschlossen. Die Linie 963 bindet Hopfgarten an Werktagen mehrmals an Huben an, wobei in Huben auf Postbuslinien Richtung Matrei oder Lienz umgestiegen werden kann. Des Weiteren gibt es die Möglichkeit, die Nachbargemeinden mittels Anrufsammeltaxi zu erreichen. Die Linie 963 verläuft von Huben nach St. Jakob und hält in der Gemeinde Hopfgarten an acht Haltestellen, allerdings nur im Talbereich an der Defereggentalstraße. Der nächstgelegene Anschluss an das Bahnnetz der Drautalbahn befindet sich in Lienz.

### Abwasser
Die Abwässer der Gemeinde Hopfgarten werden in der Kläranlage des Abwasserverbandes Hohe Tauern Süd in Huben geklärt, dem Hopfgarten 1999 beitrat. Mit dem Bauabschnitt 01 wurden die Abwässer der Ortsteile Außerhopfgarten, Hopfgarten-Zentrum und Innerhopfgarten entsorgt, in der Folge wurde mit dem Bauabschnitt 02 im Jahre 2001 die Kanalisation der Ortsteile Feld, Lerch und Rajach abwassertechnisch erschlossen. 2002 waren damit von den 205 abwasserproduzierenden Objekten 78 % an das Kanalnetz bzw. die Kläranlage angeschlossen. Der Abfall, der in der Gemeinde anfällt, wird über den Abfallwirtschaftsverband Osttirol (AWVO) entsorgt.

### Bildung
Ende des 18. Jahrhunderts fand der Schulunterricht in Hopfgarten noch in einer Bauernstube (Steßler) statt, später übersiedelte der Unterricht in einen Raum des neu erbauten Pfarrhauses. Erst ab 1898 wurden die Kinder in einem eigenen Schulhaus im Ortszentrum von Hopfgarten unterrichtet. 1987 wurde der Schulneubau am Fischerfleck eröffnet. Die Volksschule wurde im Schuljahr 2012/13 nur noch einklassig geführt. Bis 2013 verfügte auch der Ortsteil Hof über eine eigene Volksschule, die ab 1891 existierte. Zuvor war auch hier in Bauernstuben unterrichtet worden. 1912 wurde erstmals ein Schulhaus in Hof bezogen, das letzte Schulgebäude wurde 1964 eröffnet. Nachdem zuletzt nur mehr acht Kinder aus den drei Fraktionen Rajach, Hof und Lerch die einklassige Schule besuchten, erfolgte mit Ende des Schuljahrs 2012/13 auf Antrag der Gemeinde die Schließung der Schule. Die Kinder werden künftig in der Volksschule Hopfgarten unterrichtet. Des Weiteren verfügt die Gemeinde über einen Kindergarten, der an Schultagen vormittags geöffnet ist, und eine Öffentliche Bücherei. Zum Besuch der Hauptschule besuchen die Kinder von Hopfgarten die Hauptschule Matrei, das nächstgelegene Gymnasium befindet sich in Lienz. Der Musikunterricht wird von der Landesmusikschule Matrei-Iseltal organisiert.

### Sicherheit und Gesundheitswesen
Bezüglich des Gesundheitswesens ist Hopfgarten gemeinsam mit den Gemeinden St. Jakob, St. Veit und Kals am Großglockner im „Sozialsprengel Defereggental-Kals“ organisiert. Im Gesundheitssprengel werden beispielsweise Gesundheitsleistungen wie Hauskrankenpflege, Pflegehilfe, Heimhilfe und Haushaltshilfe organisiert. In polizeilicher Hinsicht ist die Polizeiinspektion Matrei für die Gemeinde zuständig.

## Politik

### Gemeinderat
Der Gemeinderat besteht aus 11 Mandateren:
| Partei                                           | 2022    | 2022    | 2016  | 2016  | 2010 | 2010  |
| Partei                                           | Prozent | Mandate | %     | Mand. | %    | Mand. |
| ------------------------------------------------ | ------- | ------- | ----- | ----- | ---- | ----- |
| Gemeinsam für Hopfgarten (GFH) 1)                | 77,28   | 9       | 61,77 | 7     | 100  | 11    |
| Lebenswertes Hopfgarten (LWH)                    | 22,72   | 2       |       |       |      |       |
| Tiroler Bauernbund – Ortsgruppe Hopfgarten (TBH) |         |         | 38,23 | 4     |      |       |

1) Die Partei trat 2016 und 2010 unter dem Namen „Bürgermeisterliste Gemeinsam für Hopfgarten“ an.

### Bürgermeister
- 1998–2022 Franz Hopfgartner
- seit 2022 Markus Tönig[13]

### Wappen
Der Gemeinde wurde aufgrund einer Sitzung der Tiroler Landesregierung vom 19. Juni 1973 das Wappen verliehen. Es zeigt als redendes Wappen auf grünem Grund ein Hopfenblatt mit Früchten aus Gold.

## Persönlichkeiten
- Johann Paterer (1712–1785), Bildhauer